# آرشي بوكانان
آرشي بوكانان (بالإنجليزية: Archie Buchanan)‏ (1928 بإدنبرة في المملكة المتحدة - 1983) هو لاعب كرة قدم بريطاني في مركز نصف الجناح. لعب مع نادي سانت ميرين ونادي هيبرنيان ونادي كاودينبيث لكرة القدم.